# Atarba (Atarbodes) fuscicornis
Atarba (Atarbodes) fuscicornis is een tweevleugelige uit de familie steltmuggen (Limoniidae). De soort komt voor in het Oriëntaals gebied.